# Poa pulviniformis
Poa pulviniformis là một loài thực vật có hoa trong họ Hòa thảo. Loài này được (Veldkamp) Veldkamp miêu tả khoa học đầu tiên năm 1994.